# Sebilj
Sebilj je arapska riječ u značenju "zgrada na putu u kojoj ima vode", fontana posebnog oblika na trgovima, na kojoj je sebiljdžija zahvatao vodu iz korita i besplatno napajao žedne. 

## Sarajevski sebilji
U Sarajevu je u osmanskom razdoblju bilo više sebilja, ali u požaru 1697. godine uništeni su svi sarajevski sebilji. Jedini preostali sebilj na Baščaršiji, u današnjem obliku je izgrađen 1913. godine.
Sebilj na Baščaršiji je dao izgraditi bosanski vezir Mehmed-paša Kukavica 1753. godine. Taj sebilj se nalazio nešto niže od današnjeg i izgorio je u požaru 1852. godine. Kukavicin sebilj je u konačnici porušen 1891. godine, a razlozi nisu poznati. Prema nacrtima sebilja građenih u 16. stoljeću, arhitekta Aleksandar Wittek projektuje novi sebilj, koji je izgrađen 1913. godine i koji krasi Baščaršiju i Sarajevo do danas. Ovaj dio Baščaršije se također često naziva i Trg golubova.
U multionacionalnom zajedničkom javnom umjetničkom projektu izgrađena je suvremena interpretacija javne fontane i znamenosti u stvarnoj veličini u Birminghamu, koristeći tradicionalni dizajn i zanatske tehnike izrade u kombinaciji s modernom digitalnom tehnologijom.
Prva sanacija sebilja na Baščaršiji urađena je 1981. godine, potom manja intervencija 1984. godine pred Zimske olimpijske igre održane u Sarajevu. Zbog granatiranja grada 1992. godine sebilj je oštećen gelerima, pa je manja popravka uslijedila 1997. godine, kada su popravljeni mušepci i obojena drvena konstrukcija. Sebilj je detaljno restauriran 2006. godine, kada je zamijenjen je bakarni pokrov, saniran dovod i odvod vode, urađena zaštita drveta.
Postoji replika Sarajevskog sebilja u Beogradu, koju je grad Sarajevo poklonio 1989. godine Replika Sarajevskog sebilja se nalazi i u St. Louisu, koja je dar bosanskohercegovačke zajednice gradu St. Louisu za njegov 250. rođendan. Također, replika Sarajevskog sebilja postoji i u Novom Pazaru, koju je kao dar poklonio glavni grad Bosne i Hercegovine Sarajevo.

## Vanjske poveznice
- Sebilj na Baščaršiji